# Марсиански атаки
„Марсиански атаки“ (на английски: Mars Attacks!) е американски филм от 1996 г., базиран на едноименната серия научнофантастични колекционерски карти от 1962 г.

## Актьорски състав
- Джак Никълсън – президент Джеймс Дейл
- Глен Клоуз – Марша Дейл
- Анет Бенинг – Барбара Ланд
- Пиърс Броснан – професор Доналд Кеслър
- Дани Де Вито – комарджия
- Мартин Шорт – Джери Рос
- Сара Джесика Паркър – Натали Лейк
- Майкъл Джей Фокс – Джейсън Стоун
- Род Стайгър – генерал Декър
- Лукас Хаас – Ричи Норис
- Натали Портман – Тафи Дейл
- Джим Браун – Байрон Уилямс
- Силвия Сидни – Флорънс Норис
- Том Джоунс – себе си
- Кристина Апългейт – Шарона
- Пам Гриър – Луиз Уилямс
- Джак Блек – Били-Глен Норис

## Награди и номинации
| Награда        | Категория                        | Номиниран(и)                     | Резултат  |
| -------------- | -------------------------------- | -------------------------------- | --------- |
| Награда „Хюго“ | Най-добро сценично представяне   | Най-добро сценично представяне   | номинация |
| Сатурн         | Най-добра музика                 | Дани Елфман                      | награда   |
| Сатурн         | Най-добър научнофантастичен филм | Най-добър научнофантастичен филм | номинация |
| Сатурн         | Най-добри специални ефекти       | Най-добри специални ефекти       | номинация |
| Сатурн         | Най-добри костюми                | Най-добри костюми                | номинация |
| Сатурн         | Най-добър режисьор               | Тим Бъртън                       | номинация |
| Сатурн         | Най-добър сценарий               | Джонатан Джемс                   | номинация |
| Сатурн         | Най-добър млад актьор            | Лукас Хаас                       | номинация |

## Български дублажи
| Преводач           | Деляна Стоянова                                                            |
| Редактор           | Яна Янева                                                                  |
| Тонрежисьор        | Венцислав Велев                                                            |
| Озвучаващи артисти | Елена Русалиева Силвия Лулчева Владимир Пенев Борис Чернев Николай Николов |

| Озвучаващи артисти  | Живка Донева Радосвета Василева Александър Воронов Калин Сърменов Светломир Радев Стефан Сърчаджиев-Съра |
| Преводач            | Радостина Стойчева                                                                                       |
| Тонрежисьор         | Радослав Колев                                                                                           |
| Режисьор на дублажа | Албена Павлова                                                                                           |

| Преводач            | Младенка Тодорова                                                                   |
| Редактор            | Мая Кисьова                                                                         |
| Тонрежисьор         | Галина Наумова                                                                      |
| Режисьор на дублажа | Чавдар Монов                                                                        |
| Озвучаващи артисти  | Ани Василева Христина Ибришимова Николай Николов Димитър Ангелов Александър Воронов |